# Jacky Porte
Jacky Porte   (Cavalhon, 4 de maig de 1947) és un expilot de motocròs occità que tingué ressò internacional durant la dècada del 1960. Pilot oficial de Montesa, guanyà dos campionats de França amb aquesta marca (1967 i 1968). Durant la seva carrera, es va centrar especialment en el Campionat de França, que era el que prioritzava Montesa, i no va competir gaire assíduament en el Campionat del món, tot i que va assolir bons resultats en diversos Grans Premis, com ara un sisè lloc al de França i un cinquè al de Luxemburg el 1966, o un cinquè al d'Alemanya el 1967.

## Trajectòria esportiva
Nascut en una família molt afeccionada al motociclisme i fill únic, Porte va conèixer el motocròs de ben petit. A 14 anys ja va començar a practicar aquest esport amb una Flandria de 50 cc, i més tard adquirí una Motobécane de 125 cc amb la qual practicava als circuits propers de Pèrnas dei Fònts i L'Illa de Veniça. Allà fou descobert per un cèlebre pilot i entrenador local, Paul Godey, qui es convertí en el seu mentor i s'encarregà de la seva formació i entrenament. Godey acompanyava Porte a entrenar als circuits més propers: Bèucaire, Pertús, Marsella i altres.
Aconsellats per Paul Godey, els pares de Porte l'hi compraren una nova motocicleta competitiva, una Dot de 250 cc, per a la seva dedicació a aquest esport amb plenes garanties. El 1964, un cop tingué l'edat mínima legal aleshores per a competir (16 anys), Jacky Porte debutà amb la Dot en una cursa celebrada el 15 de març al circuit del turó de St. Jacques de Cavalhon. Després de guanyar aquella cursa, victòria que li va donar gran anomenada local, va començar una curta però intensa carrera. El 1967, quan ja portava una o dues temporades competint de forma privada amb Montesa, la firma catalana el fitxà com a pilot oficial per a dues temporades, les quals culminà amb sengles títols de campió de França. El 1969 va seguir amb Montesa, però ara com a pilot semi-professional. Aquell any va arribar a la darrera cursa de la temporada, a Lo Plan d'Orgon (prop de casa seva), amb opcions a renovar el títol de campió enfront dels seus principals rivals Serge Bacou (Bultaco), Jacques Vernier (ČZ) i Joël Queirel, però un problema mecànic el va fer abandonar i perdé el títol en favor de Vernier.
El 1970 va entrar com a semi-professional a Husqvarna, marca amb què competí fins al final de la seva carrera, el 1972. Aquell darrer any va tenir diversos problemes mecànics i a l'octubre, després de disputar una cursa a Gaillefontaine, es va retirar definitivament de les competicions. De caràcter tranquil i gens ambiciós, Porte va plegar quan encara estava en el seu millor moment. En paraules seves, no li agradava la pressió que suposava competir al màxim nivell.

## Palmarès al Campionat de França
Font:
| Any  | Motocicleta | 500 cc Inter | 250 cc Nat. |
| ---- | ----------- | ------------ | ----------- |
| 1966 | Montesa     | -            | 3r          |
| 1967 | Montesa     | -            | 1r          |
| 1968 | Montesa     | 1r           | -           |
| 1969 | Montesa     | 3r           | -           |
| 1970 | Husqvarna   | 4t           | -           |
| 1971 | Husqvarna   | 2n           | -           |
| 1972 | Husqvarna   | 2n           | -           |